# Serole
Serole är en ort och kommun i provinsen Asti i regionen Piemonte i Italien. Kommunen hade 113 invånare (2018).